# RFM-Analyse
Die RFM-Analyse ist ein Marketinginstrument und dient der Kundenbewertung. Die Methode wurde in den 1930er Jahren entwickelt und wird vorrangig im Versandhandel und Einzelhandel angewendet.

## Ziel
Die RFM-Analyse dient der Strukturierung von Kundengruppen, über ein Ranking kann mit vertretbarem Aufwand entschieden werden, wer eine Werbeaussendung (z. B. einen Katalog) erhalten soll und wer nicht. Dabei möchte man Kunden erreichen, die mit hoher Wahrscheinlichkeit auch kaufen werden.
Eine RFM-Analyse kann auch als Controlling-Instrument verwendet werden. Im Zeitablauf lässt sich die Kundenentwicklung ablesen. Beispiele: „Wie viele Neukunden wurden gewonnen?“ oder „Konnte die Zahl der intensiven Mehrfachkäufer gesteigert werden?“.

## Methode
Folgende Faktoren werden bewertet:
- R = Recency (wann wurde zuletzt vom Kunden bestellt)
- F = Frequency (wie häufig wurde bestellt, in Beziehung gesetzt zu den möglichen Gelegenheiten)
- M = Monetary value (zu welchem Betrag wurde bisher bestellt).

Für jeden Teilaspekt werden Punkte vergeben, z. B. 0 bis 40. Je höher die Einzelwerte sind umso besser. Die Summe gibt dann den individuellen Nutzenwert eines Kunden für das Unternehmen wieder.
Nachdem jedem Kunden ein solcher Summen-Wert zugeordnet werden konnte, kann man nun z. B. einen Katalog an die 40 % „besten Kunden“ versenden, in dem man alle Kunden nach dem RFM-Wert sortiert und die ersten 40 % auswählt.
Der Vorteil von RFM ist, dass das mehrdimensionale Scoring die Kunden in Segmente einteilt, die sich wesentlich voneinander unterscheiden. Auf dieser Basis kann das Marketing spezifische Maßnahmen ableiten, um die Segmente hinsichtlich eines höheren RFM-Scores weiterzuentwickeln.

## Grenzen
Die Methode eignet sich vor allem für kurzfristige Aktionen. Um längerfristige Wirksamkeit sicherzustellen, muss der RFM-Score regelmäßig (z. B. monatlich) gerechnet werden. Durch die notwendige firmen-individuelle Bestimmung von Punktwerten ist die Methode nicht objektiv.